# Władcy Wesseksu

## Królowie Wesseksu
Dynastia Cerdica
- 519-534: Cerdic
- 534-560: Cynric
- 560-591: Ceawlin
- 591-597: Ceol
- 597-611: Ceolwulf
- 611-643: Cynegils
- 626-636: Cwichelm
- 643-645: Cenwalh

Dynastia z Mercji
- 645-648: Penda

Dynastia Cerdica
- 648-674: Cenwalh
- 672-674: Seaxburh
- 674: Cenfus
- 674-676: Aescwine z Wesseksu
- 676-685: Centwine
- 685-688: Caedwalla (uzurpator)
- 688-726: Ine
- 726-740: Ethelheard
- 740-756: Cuthred
- 756-757: Sigeberht
- 757-786: Cynewulf
- 786-802: Beorhtric
- 802-839: Egbert (w latach 829-830 rządził całą anglosaską Anglią)
- 839-856: Ethelwulf
- 856-860: Ethelbald
- 860-865: Ethelbert
- 865-871: Ethelred I
- 871-899: Alfred Wielki (w w 879 roku przyjął tytuł Króla Anglosasów)
- 899-924: Edward Starszy
- 924-927: Athelstan (w 927 roku przyjął tytuł Króla całej Brytanii)

W 927 roku doszło do ostatecznego zjednoczenia Anglii.